# Візне
Візне (перс. ويزنه) — село в Ірані, у дегестані Чубар, у бахші Хавік, шагрестані Талеш остану Ґілян. За даними перепису 2006 року, його населення становило 2314 осіб, що проживали у складі 513 сімей.

## Клімат
Середня річна температура становить 13,88 °C, середня максимальна – 26,67 °C, а середня мінімальна – -0,29 °C. Середня річна кількість опадів – 880 мм.
| Клімат поселення                              | Клімат поселення | Клімат поселення | Клімат поселення | Клімат поселення | Клімат поселення | Клімат поселення | Клімат поселення | Клімат поселення | Клімат поселення | Клімат поселення | Клімат поселення | Клімат поселення | Клімат поселення |
| Показник                                      | Січ.             | Лют.             | Бер.             | Квіт.            | Трав.            | Черв.            | Лип.             | Серп.            | Вер.             | Жовт.            | Лист.            | Груд.            |                  |
| Середній максимум, °C                         | 9,10             | 9,92             | 11,55            | 15,84            | 20,29            | 24,86            | 26,67            | 26,66            | 23,67            | 19,79            | 14,96            | 10,24            |                  |
| Середня температура, °C                       | 4,39             | 5,20             | 6,86             | 11,12            | 15,58            | 20,17            | 23,53            | 23,54            | 20,54            | 16,66            | 11,83            | 7,13             |                  |
| Середній мінімум, °C                          | −0,29            | 0,48             | 2,13             | 6,39             | 10,88            | 15,47            | 20,40            | 20,42            | 17,40            | 13,54            | 8,69             | 3,99             |                  |
| Норма опадів, мм                              | 76               | 74               | 74               | 52               | 42               | 27               | 13               | 40               | 108              | 159              | 119              | 96               |                  |
| Середньомісячна швидкість вітру, м/с          | 2.40             | 2.52             | 2.50             | 2.42             | 2.42             | 2.70             | 2.77             | 2.46             | 2.30             | 2.10             | 2.00             | 2.16             |                  |
| Середньомісячна сонячна радіація, кДж/м²·день | 6751             | 9085             | 11214            | 15788            | 20101            | 22970            | 23562            | 20204            | 16231            | 11031            | 8219             | 6308             |                  |
| --------------------------------------------- | ---------------- | ---------------- | ---------------- | ---------------- | ---------------- | ---------------- | ---------------- | ---------------- | ---------------- | ---------------- | ---------------- | ---------------- | ---------------- |
| Джерело:                                      |                  |                  |                  |                  |                  |                  |                  |                  |                  |                  |                  |                  |                  |